# مضغ العلكة الوظيفية
مضغ العلكة الوظيفية هو اسم يطلق على نوع من أنواع عمليات مضغ العلكة التي تنقل بعض الوظائف العملية بدلًا من أو بالإضافة إلى اللذة المعتادة التي توفرها مضغ العلكة التقليدية كما في تناول الحلويات. مثال على هذا علكة النيكوتين التي تستخدم للمساعدة في الإقلاع عن التدخين وأيضًا تُسمى «علكة الرأي» لان المصصمين يقولون بانهم يعتقدون أن هده العلكة قد تعزز الاداء العقلي. يمكن القول أن معظم العلكة أو على الاقل علكة النعنع توفر بعض الوظائف مثلا يمكنها أن تحسن من النفس السيء، لكن هذا التاثير منتشر جداً لدرجة أن المصطلح الوظيفي يطلق دائما على العلكة مع بعض الوظائف الإضافي.وتتضمن الاستخدامات الطبية لمضغ العلكة الوظيفية التقليل من مدة الالم بعد العمليات الجراحية خاصة العمليات الجراحية للبطن والجهاز الهضمي.